# 체화된 인지 과학
체화된 인지 과학(Embodied cognitive science)은 지능적인 행동의 근간을 이루는 메커니즘을 설명하는 것을 목표로 하는 학제 간 연구 분야이다. 이 분야는 세 가지 주요 방법론을 포함한다: 정신과 신체를 단일 실체로 간주하여 심리적 및 생물학적 시스템을 전체론적으로 모델링하는 것; 지능적인 행동의 일반적인 원리 집합을 형성하는 것; 통제된 환경에서 로봇 에이전트를 실험적으로 사용하는 것이다.

## 기여자
체화된 인지 과학은 체화된 철학과 인지 과학, 심리학, 신경과학, 인공지능 등 관련 연구 분야에서 많은 영향을 받았다. 이 분야에 기여한 사람들은 다음과 같다:
- 신경과학의 관점에서, 라호야 신경과학 연구소의 제럴드 에덜먼, 프랑스 CNRS의 프란시스코 바렐라, 플로리다 애틀랜틱 대학교의 J. A. 스콧 켈소
- 심리학의 관점에서, 로렌스 바살루, 마이클 터비, 비토리오 구이다노, 엘리노어 로쉬
- 언어학의 관점에서, 질 포코니에, 조지 레이코프, 마크 존슨, 레너드 탈미, 마크 터너
- 언어 습득의 관점에서, 해스킨스 연구소의 에릭 레네버그, 필립 루빈
- 인류학의 관점에서, 에드윈 허친스, 브래드 쇼어, 제임스 워츠, 멀린 도널드.
- 자율 에이전트 설계의 관점에서, 초기 작업은 때때로 로드니 브룩스 또는 발렌티노 브라이텐베르크에게 기여하는 것으로 여겨진다.
- 인공지능의 관점에서, 롤프 파이퍼와 크리스티안 샤이어의 '지능 이해하기' 또는 롤프 파이퍼와 조쉬 C. 봉가드의 '신체가 우리가 생각하는 방식을 형성하는 방법'
- 철학의 관점에서, 앤디 클라크, 단 자하비, 숀 갤러거, 에반 톰슨

1950년, 앨런 튜링은 기계가 생각하고 말하기 위해 인간과 같은 몸이 필요할 수 있다고 제안했다:
기계에 돈으로 살 수 있는 최고의 감각 기관을 제공한 다음, 영어를 이해하고 말하도록 가르치는 것이 가장 좋다고 주장할 수도 있다. 그 과정은 아이를 가르치는 일반적인 방식과 같을 수 있다. 사물을 가리키고 이름을 부르는 식이다. 다시 말하지만, 나는 정답이 무엇인지 모르지만, 두 가지 접근법 모두 시도해야 한다고 생각한다.

## 전통적인 인지 이론
체화된 인지 과학은 유기체의 신체가 어떻게 그리고 무엇을 생각하는지를 결정하는 방식에 더 큰 강조를 두어, 계산주의 마음 이론에 대한 호소를 최소화하는 대안적인 인지 이론이다. 전통적인 인지 이론은 주로 기호 조작을 기반으로 하며, 특정 입력이 처리 장치로 공급되어 출력을 생성한다. 이러한 입력은 특정 구문 규칙을 따르며, 처리 장치는 여기서 의미적 의미를 찾는다. 따라서 적절한 출력이 생성된다. 예를 들어, 인간의 감각 기관은 입력 장치이며, 외부 환경에서 얻은 자극은 처리 장치 역할을 하는 신경계로 공급된다. 여기서 신경계는 감각 정보가 구문 구조를 따르기 때문에 이를 읽을 수 있으며, 따라서 출력이 생성된다. 이 출력은 신체 움직임을 만들고 행동과 인지를 가져온다. 특히 주목할 점은 인지가 뇌 속에 봉인되어 있다는 것이다. 즉, 정신적 인지는 외부 세계와 단절되어 있으며 감각 정보의 입력에 의해서만 가능하다는 의미이다.

## 체화된 인지 접근 방식
체화된 인지 과학은 입력-출력 시스템을 부정한다는 점에서 전통주의적 접근 방식과 다르다. 이는 주로 호문쿨루스 논증에 의해 제시된 문제들 때문인데, 이 논증은 어떤 종류의 내부 해석 없이는 기호에서 의미적 의미를 도출할 수 없다고 결론 내렸다. 만약 사람의 머리 속에 있는 어떤 작은 사람이 들어오는 기호를 해석한다면, 그 작은 사람의 입력을 누가 해석할 것인가? 무한 퇴행의 망령 때문에 전통주의적 모델은 덜 그럴듯해 보이기 시작했다. 따라서 체화된 인지 과학은 세 가지 방식으로 인지를 정의함으로써 이 문제를 피하려고 한다.:340

### 신체의 물리적 속성
체화된 인지의 첫 번째 측면은 신체의 물리적 역할, 특히 그 속성이 사고 능력에 어떻게 영향을 미치는지 조사한다. 이 부분은 전통주의 모델의 특징인 기호 조작 구성 요소를 극복하려고 시도한다. 예를 들어, 깊이 지각은 행동의 순수한 복잡성 때문에 체화된 접근 방식에서 더 잘 설명될 수 있다. 깊이 지각은 뇌가 두 눈의 거리에 의해 얻어진 이질적인 망막 이미지를 감지해야 한다. 또한 신체 및 머리 신호는 이를 더욱 복잡하게 만든다. 머리가 특정 방향으로 돌려지면 전경의 물체가 배경의 물체에 대해 움직이는 것처럼 보인다. 이로부터 어떤 종류의 시각 처리가 어떤 종류의 기호 조작 없이도 발생한다고 말한다. 이는 전경에서 움직이는 것처럼 보이는 물체가 단순히 움직이는 것처럼 보이기 때문이다. 이 관찰은 깊이가 중간 기호 조작 없이 지각될 수 있다고 결론 내린다.
청각 지각을 통해 더 날카로운 예시를 볼 수 있다. 일반적으로 귀 사이의 거리가 멀수록 청각 예민도가 높아진다. 또한 귀 사이의 밀도량도 관련이 있는데, 주파수 파동의 강도는 특정 매질을 통과할 때 변하기 때문이다. 뇌의 청각 시스템은 정보를 처리할 때 이러한 요소들을 고려하지만, 다시 말하지만 상징적 조작 시스템이 필요하지 않다. 이는 예를 들어 귀 사이의 거리가 그것을 나타내는 상징을 필요로 하지 않기 때문이다. 거리 자체가 더 큰 청각 예민도를 위한 필수적인 기회를 만든다. 귀 사이의 밀도량도 유사한데, 주파수 변동의 기회를 형성하는 것이 실제 양 자체이기 때문이다. 따라서 신체의 물리적 특성을 고려할 때, 상징적 시스템은 불필요하고 도움이 되지 않는 비유이다.

### 인지 과정에서 신체의 역할
두 번째 측면은 조지 레이코프와 마크 존슨의 개념에 대한 작업에서 많은 영향을 받았다. 그들은 인간이 가능한 한 외부 세계를 더 잘 설명하기 위해 은유를 사용한다고 주장했다. 인간은 또한 다른 개념을 도출할 수 있는 기본적인 개념들을 가지고 있다. 이러한 기본적인 개념에는 위, 아래, 앞, 뒤와 같은 공간 방향이 포함된다. 인간은 자신의 몸에서 직접 경험할 수 있기 때문에 이러한 개념들이 무엇을 의미하는지 이해할 수 있다. 예를 들어, 인간의 움직임은 똑바로 서서 몸을 위아래로 움직이는 것을 중심으로 이루어지기 때문에, 인간은 본질적으로 위와 아래의 개념을 가지고 있다. 레이코프와 존슨은 이것이 앞과 뒤와 같은 다른 공간 방향과도 유사하다고 주장한다. 앞에서 언급했듯이, 이러한 기본적인 공간 개념들은 다른 개념들이 구성되는 기초가 된다. 예를 들어, 행복과 슬픔은 각각 위 또는 아래로 간주된다. 누군가가 기분이 처진다고 말할 때, 그들은 예를 들어 슬픔을 느낀다고 말하는 것이다. 따라서 여기서 핵심은 이러한 개념에 대한 진정한 이해가 인간의 몸을 이해할 수 있는지 여부에 달려 있다는 것이다. 따라서 인간의 몸이 없다면 위나 아래가 무엇을 의미하는지, 또는 그것이 감정 상태와 어떻게 관련될 수 있는지 도저히 알 수 없을 것이라는 주장이 나온다.
[나는] 중력장 밖에 살며 다른 종류의 경험에 대한 지식이나 상상력이 없는 구형 존재를 상상한다. 그런 존재에게 UP은 대체 무엇을 의미할 수 있을까?:342

이것이 그러한 존재들이 다른 말로 감정을 표현할 수 없다는 것을 의미하지는 않지만, 그것은 그들이 인간과는 다르게 감정을 표현할 것이라는 것을 의미한다. 행복과 슬픔에 대한 인간의 개념은 인간이 다른 몸을 가질 것이기 때문에 다를 것이다. 따라서 유기체의 몸은 개념의 기초로서 자신의 몸과 관련된 은유를 사용하기 때문에 생각하는 방식에 직접적인 영향을 미친다.

### 국소 환경의 상호작용
체화된 접근 방식의 세 번째 구성 요소는 에이전트가 인지 처리에서 즉각적인 환경을 어떻게 사용하는지 살펴본다. 즉, 국소 환경은 신체의 인지 과정의 실제 확장으로 간주된다. 개인 정보 단말기(PDA)의 예시는 이를 더 잘 상상하는 데 사용된다. 기능주의 (심리철학)를 반영하여, 이 지점은 정신 상태가 훨씬 더 큰 시스템에서의 역할에 의해 개별화된다고 주장한다. 따라서 이 전제 하에, PDA의 정보는 뇌에 저장된 정보와 유사하다. 그렇다면 뇌의 정보가 정신 상태를 구성한다고 생각한다면, PDA의 정보도 인지 상태여야 한다는 결론이 나온다. 복잡한 곱셈 문제에서 펜과 종이의 역할도 고려해 보라. 펜과 종이는 문제 해결의 인지 과정에 너무나 깊이 관여하여, 뇌처럼 정보를 위해 PDA가 사용되는 방식과 마찬가지로, 그것들이 과정과 어떻게든 다르다고 말하는 것은 터무니없어 보인다. 또 다른 예시는 인간이 인지 작업을 더 잘 수행할 수 있도록 환경을 제어하고 조작하는 방식을 살펴본다. 예를 들어, 자동차 열쇠를 익숙한 장소에 두어 잊어버리지 않도록 하거나, 낯선 도시에서 길을 찾기 위해 랜드마크를 사용하는 것이다. 따라서 인간은 인지 기능에 도움을 주기 위해 환경의 측면을 통합한다.

## 체화된 접근 방식의 가치에 대한 예시
인지 과학 맥락에서 체화된 접근 방식의 가치는 아마도 앤디 클라크에 의해 가장 잘 설명될 것이다.:345–351 그는 뇌만으로는 인지에 대한 과학적 연구의 유일한 초점이 되어서는 안 된다고 주장한다.
다양한 경우에 개별 뇌가 인지 과학적 관심의 유일한 대상이 되어서는 안 된다는 것이 점점 더 분명해지고 있다. 인지는 신체, 세계, 행동의 역할을 주변화하면서 성공적으로 연구될 수 있는 현상이 아니다.:350

클라크가 사용한 다음 예시들은 체화된 사고가 과학적 사고에서 어떻게 명백해지고 있는지를 더 잘 보여줄 것이다.

### 참다랑어
다랑어속, 또는 참치류는 놀라운 가속력과 빠른 속도를 자랑하며 오랫동안 전통적인 생물학자들을 혼란스럽게 했다. 참치의 생물학적 조사는 참치가 그런 feats를 할 수 없어야 한다는 것을 보여준다. 그러나 참치의 체화된 상태를 고려하면 해답을 찾을 수 있다. 참다랑어류는 자연적으로 발생하는 해류를 이용하여 속도를 높임으로써 국지적 환경을 활용하고 이용할 수 있다. 참치는 또한 자체적인 물리적 신체를 사용하여 필요한 소용돌이와 압력을 생성함으로써 가속하고 고속을 유지할 수 있다. 따라서 참다랑어는 자신의 물리적 신체의 속성을 통해 국지적 환경을 적극적으로 활용한다.

### 로봇
클라크는 체화 패러다임의 가치를 더 잘 보여주기 위해 Raibert와 Hodgins가 만든 깡충깡충 뛰는 로봇의 예를 사용한다. 이 로봇들은 본질적으로 하나의 깡충깡충 뛰는 발을 가진 수직 원통형이었다. 로봇의 행동을 관리하는 문제는 어려울 수 있는데, 프로그램 자체의 복잡성 외에도 발을 어떻게 만들어서 깡충깡충 뛸 수 있게 할지에 대한 기계적 문제도 있었기 때문이다. 체화된 접근 방식은 이 로봇이 기능하려면 시스템을 최대한 활용할 수 있어야 한다는 것을 더 쉽게 이해하게 해준다. 즉, 로봇의 시스템은 단순히 동작을 실행하는 제어 센터라는 전통적인 관점과 달리 동적 특성을 가진 것으로 보아야 한다.

### 시각
클라크는 시각을 두 가지 종류로 구분한다: 생생한 시각과 순수한 시각. 순수한 시각은 일반적으로 고전적인 인공지능과 관련된 개념으로, 시각이 풍부한 세계 모델을 생성하는 데 사용되어 사고와 이성을 통해 내부 모델을 완전히 탐색할 수 있게 한다. 다시 말해, 순수한 시각은 수동적으로 외부에서 지각 가능한 세계를 생성하여 이성적 능력을 내성적으로 더 잘 사용할 수 있도록 한다. 반대로, 생생한 시각은 실시간 행동이 시작될 수 있는 수단으로 시각을 본다. 따라서 생생한 시각은 시각 정보를 얻어 행동을 수행할 수 있게 하는 일종의 수단이다. 클라크는 생생한 시각을 체화의 예시로 꼽는데, 이는 생물학적 및 국소 환경 신호를 모두 사용하여 능동적인 지능 과정을 생성하기 때문이다. 클라크의 예시 중 하나인 약국에 가서 코닥 필름을 사는 것을 생각해 보자. 마음속으로 코닥 로고와 그 상징적인 금색에 익숙하다. 따라서 들어오는 시각 자극을 사용하여 약국을 돌아다니다가 필름을 찾게 된다. 그러므로 시각은 수동적인 시스템이 아니라 감각 정보와 국소 환경 신호를 지능적으로 사용하여 특정 실제 행동을 수행하는 능동적인 검색 장치로 보아야 한다.

### 어포던스
미국 심리학자 제임스 J. 깁슨의 연구에서 영감을 받은 이 다음 예시는 행동 관련 감각 정보, 신체 움직임, 그리고 지역 환경 단서의 중요성을 강조한다. 이 세 가지 개념은 어포던스라는 개념으로 통합되는데, 이는 물리적 세계가 주어진 행위자에게 제공하는 행동 가능성이다. 이는 차례로 행위자의 물리적 신체, 능력, 그리고 지역 환경의 전반적인 행동 관련 속성에 의해 결정된다. 클라크는 야구 외야수의 예를 사용하여 어포던스 개념을 더 잘 설명한다. 전통적인 계산 모델은 외야수가 플라이볼을 잡으려는 시도가 외야수의 달리기 속도와 야구공의 궤적과 같은 변수로 계산될 수 있다고 주장할 것이다. 그러나 깁슨의 연구는 더 간단한 방법이 가능함을 보여준다. 외야수는 공이 시야에서 계속 직선으로 움직이도록 달리기 속도를 조절하는 한 공을 잡을 수 있다. 이 전략은 외야수의 신체 구성, 야구장의 환경, 외야수가 얻은 감각 정보 등 외야수의 성공에 좌우되는 다양한 어포던스를 사용한다.
클라크는 공을 잡는 후자의 전략이 전자의 전략과 비교하여 지각에 중대한 영향을 미친다고 지적한다. 어포던스 접근 방식은 자발적인 실시간 조정에 의존하기 때문에 비선형적임이 입증된다. 반대로 공의 궤적을 계산하는 전자의 방법은 지각, 계산 및 행동 수행의 순서를 따르므로 선형적이다. 따라서 어포던스 접근 방식은 계산과 내성이 필요하다는 개념에 반대하며 전통적인 지각 관점에 도전한다. 대신, 지각이 행위자와 세계 사이의 행동 조정의 연속적인 균형을 구성한다는 생각으로 대체되어야 한다. 궁극적으로 클라크는 이것이 확실하다고 명시적으로 주장하지는 않지만, 그는 어포던스 접근 방식이 적응 반응을 만족스럽게 설명할 수 있다고 관찰한다.:346 이는 행위자가 실시간으로 적극적으로 사용하는 지각 정보에 의해 가능해진 환경 단서를 활용하기 때문이다.

## 지능적 행동의 일반 원리
지능적 행동의 일반 원리를 형성함에 있어 파이퍼는 전통적인 인공지능에서 제시된 오래된 원리들과는 상반되려 했다. 가장 극적인 차이점은 이 원리들이 실제 세계에 위치한 로봇 에이전트에만 적용된다는 점인데, 이는 전통적인 인공지능이 가장 약속을 보여주지 못한 영역이다.
저렴한 설계와 중복성의 원칙: 파이퍼는 엔지니어들이 만드는 암묵적인 가정이 제어 아키텍처의 복잡성에 종종 상당한 영향을 미친다는 것을 깨달았다.:436 이러한 통찰은 로봇공학의 확장성 문제에 대한 논의에 반영된다. 일부 나쁜 아키텍처에 필요한 내부 처리는 에이전트에게 필요한 새로운 작업에 비해 불균형적으로 증가할 수 있다.
확장성 문제의 주요 원인 중 하나는 로봇 설계자가 수행해야 하는 프로그래밍 및 지식 공학의 양이 로봇 작업의 복잡성에 따라 매우 빠르게 증가한다는 것이다. 사전 프로그래밍이 확장성 문제의 해결책이 될 수 없다는 증거가 점점 더 많아지고 있다... 문제는 프로그래머가 로봇 코드에 너무 많은 숨겨진 가정을 도입한다는 것이다.

제안된 해결책은 에이전트가 환경의 내재된 물리적 특성을 활용하고, 자신의 틈새 시장의 제약을 활용하며, 절약과 중복성 원칙에 기반한 에이전트 형태를 갖도록 하는 것이다. 중복성은 유사한 채널을 복제함으로써 신호의 오류 수정을 원하는 것을 반영한다. 또한, 감각 양식 간의 연관성을 활용하고자 하는 열망을 반영한다. ( 중복 양식 참조). 설계 측면에서 이는 중복성이 하나의 감각 양식뿐만 아니라 여러 양식에도 도입되어야 함을 의미한다.:448 양식 간의 지식 융합 및 전달이 실제 세계에서 얻은 감각 데이터의 크기를 줄이는 기초가 될 수 있다고 제안되었다. 이는 다시 확장성 문제를 다룬다.
병렬, 느슨하게 결합된 프로세스 원리: 지식 및 행동 선택의 계층적 방법론에 대한 대안. 이 설계 원리는 전통적인 AI의 감각-사고-행동 주기로부터 가장 중요하게 다르다. 이 유명한 주기를 포함하지 않기 때문에 사고범위 문제의 영향을 받지 않는다.
감각 운동 협응의 원리: 이상적으로는 에이전트의 내부 메커니즘이 처음부터 규범적으로 프로그래밍되기보다는 기억이나 의사 결정과 같은 것들을 출현적으로 발생시켜야 한다. 이러한 종류의 것들은 에이전트가 환경과 상호 작용할 때 나타나도록 허용된다. 모토는 에이전트의 제어기에 가정을 적게 내장하여 미래에 학습이 더 견고하고 특이하게 이루어지도록 하는 것이다.
생태학적 균형 원칙: 이는 원칙이라기보다는 이론에 가깝지만, 그 함의는 광범위하다. 그 주장은 에이전트의 내부 처리는 에이전트의 모터, 사지, 센서의 복잡성 증가가 상응하지 않는 한 더 복잡해질 수 없다는 것이다. 즉, 단순한 로봇의 뇌에 추가된 복잡성은 그 행동에 어떤 식별 가능한 변화도 만들지 않을 것이다. 로봇의 형태는 더 많은 내부 처리가 발전할 수 있도록 충분한 "여유 공간"을 허용하기 위해 이미 그 자체로 복잡성을 포함해야 한다.
가치 원칙: 이것은 제럴드 에덜먼의 다윈 III 로봇에서 개발된 아키텍처이다. 이는 연결주의에 크게 의존한다.

## 비판적 반응

### 지역 환경 주장에 대한 전통주의적 반응
전통주의자는 물체가 인지 과정에 도움을 줄 수는 있지만, 이것이 그것들이 인지 시스템의 일부라는 의미는 아니라고 주장할 수 있다.:343 안경은 시각 과정에 도움을 주기 위해 사용되지만, 그것들이 더 큰 시스템의 일부라고 말하는 것은 시각 시스템이 무엇을 의미하는지 완전히 재정의하는 것이다. 그러나 체화된 접근 방식의 지지자들은 환경의 물체가 정신 상태의 기능적 역할을 수행한다면, 그 자체로 해당 항목들이 정신 상태에 포함되지 않아야 한다고 주장할 수 있다.
라르스 루드비히는 정신 확장을 더 탐구하며 기술에서의 역할을 설명한다. 그는 리하르트 지몬의 기억 이론을 이론적으로 업데이트하고 확장한 '확장된 인공 기억'이라는 인지 이론을 제안한다. 

## 같이 보기
- 자기생산
- 행동 기반 로봇공학
- 인지 과학
- 인지신경과학
- 대뇌피질 호문쿨루스
- 체화된 내장 인지
- 체화된 철학
- 운동 인지
- 공통 부호화 이론
- 언어학
- 신경현상학
- 상황 인지
- 인공 일반 지능

## 추가 자료
- Braitenberg, Valentino (1986). Vehicles: Experiments in Synthetic Psychology. Cambridge, MA: The MIT Press. ISBN 0-262-52112-1
- Brooks, Rodney A. (1999). Cambrian Intelligence: The Early History of the New AI. Cambridge, MA: The MIT Press. ISBN 0-262-52263-2
- Edelman, G.  Wider than the Sky (Yale University Press, 2004) ISBN 0-300-10229-1
- Fowler, C., Rubin, P. E., Remez, R. E., & Turvey, M. T. (1980). Implications for speech production of a general theory of action. In B. Butterworth (Ed.), Language Production, Vol. I: Speech and Talk (pp. 373–420). New York: Academic Press. ISBN 0-12-147501-8
- Lenneberg, Eric H. (1967). Biological Foundations of Language. John Wiley & Sons. ISBN 0-471-52626-6
- Pfeifer, R. and Bongard  J. C., How the body shapes the way we think: a new view of intelligence (The MIT Press, 2007). ISBN 0-262-16239-3